# الانتخابات البلدية التونسية 2010
الانتخابات البلدية التونسية 2010 نظمت في 9 مايو 2010 في تونس، وذلك لانتخاب الأعضاء البلديين 478 4 في المجالس البلدية. كسابقاتها، تعتبر هذه الانتخابات مزيفة.

فاز التجمع الدستوري الديمقراطي الحاكم ب90% من المقاعد أي 4060، وتوزعت بقية المقاعد ال403 على 5 أحزاب ، بينما ذهبت 15 مقعدا لمستقلين. بلغت نسبة المشاركة ب83.47%.

## النتائج
|                          | العدد     | % من المسجلين | % من الناخبين |
| ------------------------ | --------- | ------------- | ------------- |
| المسجلين                 | 615 104 3 | 100%          |               |
| الناخبين                 | 271 591 2 | 83.47%        | 100%          |
| الأصوات الصحيحة للقائمات | 234 529 2 |               | 97.61%        |
| الأوراق البيضاء والملغاة | 037 62    |               | 2.39%         |
| الامتناع عن التصويت      | 086 394   | 16.53%        |               |

| الأحزاب                            | الأحزاب                       | الأصوات   | % من الأصوات الصحيحة | المقاعد |
| ---------------------------------- | ----------------------------- | --------- | -------------------- | ------- |
|                                    | التجمع الدستوري الديمقراطي    |           |                      | 060 4   |
|                                    | حركة الديمقراطيين الاشتراكيين |           |                      | 154     |
|                                    | حزب الوحدة الشعبية            |           |                      | 119     |
|                                    | الاتحاد الديمقراطي الوحدوي    |           |                      | 66      |
|                                    | الحزب الاجتماعي التحرري       |           |                      | 35      |
|                                    | حزب الخضر للتقدم              |           |                      | 29      |
|                                    | مستقلين                       |           |                      | 15      |
| الأصوات الصحيحة                    | الأصوات الصحيحة               | 234 529 2 | 97.61%               | 478 4   |
| الأوراق البيضاء والملغاة           | الأوراق البيضاء والملغاة      | 037 62    | 2.39%                |         |
| مجموع الأصوات                      | مجموع الأصوات                 | 271 591 2 | 100%                 |         |
| المصدر: موقع نواة عن صحيفة لا براس |                               |           |                      |         |

## رفض النتائج
إجتمعت عدة أحزاب في 12 مايو لإخراج بيان يرفضون فيه نتائج الانتخابات وهم: حركة التجديد (الاجتماع في مقره)، التكتل الديمقراطي من أجل العمل والحريات، حزب العمل الوطني الديمقراطي، تيار الإصلاح والتنمية ومستقلين، وذكروا فيه:
- أن النتائج المعلن عنها تكرس من جديد الخريطة السياسية المفروضة بالقوة، ولا تعكس واقع التعددية في المجتمع ولا وزن الشركاء السياسيين، ويرفض الحزب الحاكم مشاركة البقية في الانتخابات.
- هذه النتائج تؤكد صحة موقف الأحزاب الموقعة في هذا البيان بعد المشاركة.
- تثمن جهد المستقلين الذين حاولوا إضفاء جدية على الساحة السياسية حتى وإن كانت مشاركتهم رمزية.
- الاستيلاء من قبل الحزب الحاكم على جميع مقاعد المجالس البلدية 181 من 264، وهيمنة الحزب في بقية الدوائر، تظهر بوضوح فشل النموذج الرسمي للتعددية إذ تصر على مشهد سياسي ذو حزب واحد بعد نصف قرن من الاستقلال وبعد أكثر من ثلاثين عاما على الاعتراف بنظام متعدد الأحزاب.
- إجراء إصلاح جذري للنظام والمشاركة السياسية أصبح أمرا ملحا في ضوء «تطوير» المشهد السياسي للانتخابات المقبلة. النظام برمته تحكم في الانتخابات والتسجيل في اللوائح الانتخابية في الإشراف على الاقتراع وإعلان النتائج، وصلت حدودها ويتطلب تغييرا جذريا.
- يتطلب الوضع السياسي الراهن من المعارضة الديمقراطية على تحمل المسؤولية في السعي وبذل جهدها لتطوير قدراتها، وجمع القوة وتحسين عملها حتى تتمكن من المواجهة في الانتخابات المقبلة، وضمان التحول الديمقراطي المطلوب.

## مقالات ذات صلة
- مجلس بلدي (تونس)

## روابط خارجية
- نتائج الانتخابات على موقع نواة عن صحيفة لا براس.
- بيان مجموعة من الأحزاب للتعبير عن رفضها لنتائج الانتخابات على موقع نواة.